# Bataille de Beda Fomm
Guerre du Désert de la Seconde Guerre mondiale
Batailles
Guerre du Désert
- Invasion de l'Égypte
- Compass (Fort Capuzzo
- Nibeiwa
- Sidi Barrani
- Bardia
- Tobrouk (1941)
- Mechili
- Beda Fomm)
- Koufra
- Siège de Giarabub
- Sonnenblume
- El Agheila (1941)
- Siège de Tobrouk (Raid sur Bardia
- Raid Twin Pimples)
- Skorpion
- Brevity
- Battleaxe
- Crusader (Flipper
- Bir el Gubi (novembre 1941)
- Point 175
- Bir el Gubi (décembre 1941))
- Fort Lamy
- Gazala (Bir Hakeim
- Tobrouk (1942))
- Mersa Matruh
- El Alamein (juillet 1942) (Raid sur l'aérodrome de Sidi Haneish)
- Alam el Halfa
- Agreement (Caravan)
- Bertram
- Braganza
- El Alamein (octobre 1942) (Avant-poste Snipe)
- El Agheila (1942)

Débarquement allié en Afrique du Nord
- Blackstone
- Casablanca
- Reservist
- Terminal
- Port Lyautey
- Brushwood

Campagne de Tunisie
- Course pour Tunis
- Ligne Mareth
- Sidi Bouzid
- Kasserine
- Sejnane
- Ochsenkopf
- Capri
- Ksar Ghilane
- Pugilist
- El Guettar
- Wadi Akarit
- Longstop Hill
- Hill 609
- Vulcan
- Flax
- Retribution
- Strike

La bataille de Beda Fomm (6–7 février 1941) est le dernier affrontement majeur de l'opération Compass, première opération d'envergure britannique de la campagne du désert occidental de la Seconde Guerre mondiale.

## Contexte
L'avancée rapide des Britanniques lors de l'opération Compass (9 décembre 1940 – 9 février 1941) oblige la 10e armée italienne à évacuer la Cyrénaïque, la province orientale de la Libye. Fin janvier, les Britanniques apprirent le retrait italien le long de la Litoranea Balbo de Benghazi. La 7e division blindée (major-général Michael O'Moore Creagh) fut envoyée pour intercepter les restes de la 10e armée en se déplaçant à travers le désert, au sud du Jebel Akhdar (Green Mountain) via Msus et Antelat alors que la 6e division australienne poursuivait les Italiens le long de la route côtière, au nord du djebel. Le terrain était difficile pour les chars britanniques et la Combeforce (lieutenant-colonel John Combe), une colonne volante de véhicules à roues, fut envoyée en avant à travers la zone de Djebel.

## Déroulement
Tard le 5 février, la Combeforce arriva à la Via Balbia au sud de Benghazi et mit en place des barrages routiers près de Sidi Saleh, à environ 48 km au sud-ouest d'Antelat et 32 km au nord d'Ajedabia. Les principaux éléments de la 10e armée arrivèrent trente minutes après l'embuscade tendue par les Britanniques. Le lendemain, les Italiens attaquèrent pour percer, poursuivant leurs attaques jusqu'au 7 février. Avec l'arrivée de renforts britanniques et les Australiens pressant la route de Benghazi, la 10e armée se rendit plus tard dans la journée. Entre Benghazi et Agedabia, les Britanniques firent 25 000 prisonniers, capturèrent 107 chars et 93 canons.
Le 9 février, Churchill ordonna l'arrêt de l'avance et l'envoi de troupes en Grèce pour participer à la guerre gréco-italienne ; l'opération Marita, une attaque allemande à travers la Macédoine fut considérée comme imminente. Les Britanniques n'ont de toute façon pas pu continuer au-delà d'El Agheila, en raison de pannes de véhicules, d'épuisement et de l'effet de la distance de transport beaucoup plus longue depuis la base en Égypte. Quelques milliers d'hommes de la 10e armée échappent au désastre en Cyrénaïque, mais la 5e armée en Tripolitaine compte encore quatre divisions. Les places fortes de Syrte, Tmed Hassan et Buerat sont renforcées par les troupes fraîches, ce qui porte les 10e et 5e armées à environ 150 000 hommes. Des renforts allemands ont été envoyés en Libye pour former un détachement de blocage (Sperrverband) en vertu de la directive 22 (11 janvier), il s'agit des premières unités de l'Afrika Korps (Generalleutnant Erwin Rommel).

### Lectures complémentaires
- D. Arthur, Desert Watch: A Story of the Battle of Beda Fomm, Bedale, Blaisdon, 2000 (ISBN 978-1-902838-01-4)
- D. Arthur, Forty Men, Eight Horses, New York, Vanguard, 2003 (ISBN 978-1-84386-070-9)
- J. G. Bierwirth, Beda Fomm: An Operational Analysis (MAAS), Fort Leavenworth, KS, US Army Command and General Staff College, coll. « School of Advanced Military Studies Monograph », 1994 (OCLC 41972642, lire en ligne)
- N. Dando, The Impact of Terrain on British Operations and Doctrine in North Africa 1940–1943 (PhD), Plymouth, Plymouth University, 2014 (OCLC 885436735, lire en ligne)
- C. S. Forester, Gold from Crete: Ten Stories by C. S. Forester, Boston, Little, Brown, 1941 (OCLC 403332036)
- Jon Latimer, Operation Compass 1940: Wavell's Whirlwind Offensive, Oxford, Osprey, 2013 (1re éd. 2000) (ISBN 978-1-85532-967-6)